# پونتارناس
پونتارناس (به لاتین: Puntarenas) یک منطقهٔ مسکونی در کاستاریکا است که در استان پونتارناس واقع شده‌است. پونتارناس ۳۴٫۳۴ کیلومتر مربع مساحت و ۷۷٬۲۶۰ نفر جمعیت دارد و ۵ متر بالاتر از سطح دریا واقع شده‌است.

## نام شناسی
نام پونتارناس از Portmanteau of Punta and Arenas گرفته شده است که به ترتیب به معنی نقطه و ماسه ها است. بنابراین، در انگلیسی این نام به معنای "نقطه شنی" است. این نام برای اولین بار با ورود دزد دریایی چیپرتون به منطقه در فوریه ۱۷۲۰ ذکر شد، که در مجلات خود ثبت کرده بود که به یک "پونتا د آرنا" رسیده است، که اشاره به منطقه سوزنی مانندی دارد که امروز شهر روی آن قرار دارد.  این نام به استان پونتارناس با شکل عجیب و غریب نیز داده شده است، که به عنوان گسترده ترین استان کشور، بزرگترین بخش خود را در جنوب و دور از شهر پونتارناس دارد.

## بررسی اجمالی
حدود ۱۰۰۰۰۰ نفر در شهر و محله های اطراف آن ساکن هستند.  سواحل اقیانوس آرام آن، گردشگران زیادی، به ویژه موج سواران را به خود جذب می کند. همچنین یک نقطه توقف احتمالی برای مقصد گردشگری مونته ورد در شمال غربی است.
بندر آن، کالدرا، یکی از بنادر اصلی و قدیمی ترین بندر کشور است. کشتی های برنامه ریزی شده منظم به و از پونتارناس و شبه جزیره نیکویا وجود دارد. 

## تاریخ
پونتارناس توسط گیل گونزالس داویلا در سال ۱۵۲۲ کشف شد. با وجود استفاده از خلیج نیکویا به عنوان ورودی به قلمرو داخلی کاستاریکا، بندر پونتارناس تا سال ۱۸۴۰ توسعه نیافته بود که تولید قهوه در ارتفاعات به حجم قابل صادرات رسید. در سال ۱۸۴۵ کنگره جمهوری پونتارناس را بندری بدون عوارض گمرکی (به استثنای کنیاک و مشروبات الکلی سخت) اعلام کرد. در اصل، قهوه با گاری های گاو از طریق مسیری در میان کوه ها به بندر آورده می شد. در سال ۱۸۵۹، یک مسیر راه آهن بین پونتارناس و شهر اسپارزا (یکی از اولین سکونتگاه های اسپانیایی کشور، که در سال ۱۵۷۴ تأسیس شد) تکمیل شد. در نهایت، راه آهن تا سن خوزه ساخته شد و خدمات آن در سال ۱۹۱۰ افتتاح شد.
با اتصال راه آهن به دره مرکزی، فعالیت‌های بندر اقیانوس آرام بخش عمده‌ای از اقتصاد منطقه در طول قرن بیستم بود. با این حال، به دلیل فرسودگی و فرسودگی امکانات بندر و نیاز به گنجایش کشتی های بسیار بزرگتر ناوگان کشتیرانی مدرن، یک بندر جدید در دهه ۱۹۸۰ در جنوب پونتارناس ساخته شد. سایت انتخاب شده کالدرا (واقع در  )، جایی که کشتی ها در دوران استعمار لنگر انداخته بودند. کالدرا مکان مناسب تری برای کشتی های بزرگتر بود و در واقع اولین سایت بندری بود که از سال ۱۵۲۲ استفاده شد.

## ورزش ها
تیم های فوتبال اصلی شهر عبارتند از تیم های دسته دوم پونتارناس اف سی که فصل های زیادی را در بالاترین سطح بازی کرده اند.

## غذا
به عنوان یک بندر اصلی در سواحل اقیانوس آرام، طعم غذای پونتارناس با غذاهای دریایی متعددی مانند سرویچه مشخص می شود.
دسر بسیار محبوب چرچیل است که نوعی برف و شیره .

## اقلیم
پونتارناس عموماً گرمتر از دره مرکزی کاستاریکا است و حداکثر در روز بین ۳۰ تا ۳۵ درجه سلسیوس (۸۶ تا ۹۵ درجه فارنهایت) است. به ترتیب در سردترین/گرمترین ماهها. 
| داده‌های اقلیم پونتارناس                         | داده‌های اقلیم پونتارناس | داده‌های اقلیم پونتارناس | داده‌های اقلیم پونتارناس | داده‌های اقلیم پونتارناس | داده‌های اقلیم پونتارناس | داده‌های اقلیم پونتارناس | داده‌های اقلیم پونتارناس | داده‌های اقلیم پونتارناس | داده‌های اقلیم پونتارناس | داده‌های اقلیم پونتارناس | داده‌های اقلیم پونتارناس | داده‌های اقلیم پونتارناس | داده‌های اقلیم پونتارناس |
| ماه                                             | ژانویه                  | فوریه                   | مارس                    | آوریل                   | مه                      | ژوئن                    | ژوئیه                   | اوت                     | سپتامبر                 | اکتبر                   | نوامبر                  | دسامبر                  | سال                     |
| ----------------------------------------------- | ----------------------- | ----------------------- | ----------------------- | ----------------------- | ----------------------- | ----------------------- | ----------------------- | ----------------------- | ----------------------- | ----------------------- | ----------------------- | ----------------------- | ----------------------- |
| میانگین بیش‌ترین °C (°F)                         | ۳۳٫۵ (۹۲)               | ۳۴٫۴ (۹۴)               | ۳۴٫۰ (۹۳)               | ۳۴٫۶ (۹۴)               | ۳۳٫۱ (۹۲)               | ۳۲٫۲ (۹۰)               | ۳۲٫۲ (۹۰)               | ۳۲٫۲ (۹۰)               | ۳۱٫۹ (۸۹)               | ۳۱٫۶ (۸۹)               | ۳۱٫۸ (۸۹)               | ۳۲٫۰ (۹۰)               | ۳۲٫۷۹ (۹۱)              |
| میانگین روزانه °C (°F)                          | ۲۷٫۶ (۸۲)               | ۲۸٫۳ (۸۳)               | ۲۸٫۵ (۸۳)               | ۲۹٫۲ (۸۵)               | ۲۸٫۶ (۸۳)               | ۲۷٫۹ (۸۲)               | ۲۷٫۷ (۸۲)               | ۲۷٫۷ (۸۲)               | ۲۷٫۵ (۸۲)               | ۲۷٫۴ (۸۱)               | ۲۷٫۳ (۸۱)               | ۲۷٫۱ (۸۱)               | ۲۷٫۹ (۸۲٫۳)             |
| میانگین کم‌ترین °C (°F)                          | ۲۱٫۷ (۷۱)               | ۲۲٫۲ (۷۲)               | ۲۲٫۹ (۷۳)               | ۲۳٫۷ (۷۵)               | ۲۴٫۱ (۷۵)               | ۲۳٫۶ (۷۴)               | ۲۳٫۲ (۷۴)               | ۲۳٫۱ (۷۴)               | ۲۳٫۱ (۷۴)               | ۲۳٫۲ (۷۴)               | ۲۲٫۸ (۷۳)               | ۲۲٫۱ (۷۲)               | ۲۲٫۹۸ (۷۳٫۴)            |
| بارندگی میلی‌متر (اینچ)                          | ۵٫۵ (۰٫۲۲)              | ۴٫۱ (۰٫۱۶)              | ۴٫۹ (۰٫۱۹)              | ۳۰٫۳ (۱٫۱۹)             | ۲۰۴٫۱ (۸٫۰۴)            | ۲۱۷٫۳ (۸٫۵۶)            | ۱۷۵٫۷ (۶٫۹۲)            | ۲۲۳٫۱ (۸٫۷۸)            | ۲۹۶٫۱ (۱۱٫۶۶)           | ۲۷۹٫۱ (۱۰٫۹۹)           | ۱۳۲٫۰ (۵٫۲)             | ۲۷٫۷ (۱٫۰۹)             | ۱٬۵۹۹٫۹ (۶۳)            |
| میانگین روزهای بارانی                           | ۱٫۸                     | ۱٫۹                     | ۲٫۹                     | ۷٫۸                     | ۱۹٫۱                    | ۲۱٫۰                    | ۱۸٫۰                    | ۲۱٫۸                    | ۲۴٫۳                    | ۲۴٫۵                    | ۱۴٫۷                    | ۵٫۷                     | ۱۶۳٫۵                   |
| میانگین روزانه ساعت‌های تابش آفتاب               | ۲۶۳٫۵                   | ۲۵۴٫۳                   | ۲۸۲٫۱                   | ۲۵۵٫۰                   | ۲۰۱٫۵                   | ۱۵۶٫۰                   | ۱۶۴٫۳                   | ۱۷۰٫۵                   | ۱۵۹٫۰                   | ۱۶۷٫۴                   | ۱۸۳٫۰                   | ۲۳۲٫۵                   | ۲٬۴۸۹٫۱                 |
| منبع شماره ۱: World Meteorological Organization |                         |                         |                         |                         |                         |                         |                         |                         |                         |                         |                         |                         |                         |
| منبع شماره ۲: Hong Kong Observatory             |                         |                         |                         |                         |                         |                         |                         |                         |                         |                         |                         |                         |                         |